# جورج غرينوود
جورج غرينوود (3 يناير 1850 - 27 أكتوبر 1928) (بالإنجليزية: George Greenwood)‏ هو مؤرخ أدبي وسياسي ولاعب كريكت بريطاني.